# Stanisław Dronicz
Stanisław Dronicz (ur. 11 maja 1932 w Wilnie, zm. 16 stycznia 2017 w Warszawie) – pułkownik Wojska Polskiego, redaktor pism niezależnych, działacz opozycyjny w PRL, autor licznych publikacji z zakresu wojskowości, wykładowca akademicki.

## Życiorys
W latach 1950–1953 uczęszczał do Oficerskiej Szkoły Inżynierii we Wrocławiu, a w latach 1958-62 studiował na Wydziale Inżynierii i Geodezji Wojskowej Akademii Technicznej. Następnie służył w Szefostwie Wojsk Inżynieryjnych Korpusu Bezpieczeństwa Wewnętrznego (1963–1966) i w Szefostwie Wojsk Inżynieryjnych Ministerstwa Obrony Narodowej (1966-74). W latach 1977–1980 wykładał w Akademii Sztabu Generalnego w Rembertowie. W 1980 został zastępcą komendanta Ośrodka Szkolenia Specjalistów Wojsk Inżynieryjnych w Ełku. Mimo kariery w wojsku nigdy nie był członkiem PZPR.
Wczesną jesienią 1981, w czasie przysięgi słuchaczy Szkoły Podchorążych Rezerwy w Ełku, świadomie opuścił zdanie roty o braterskim przymierzu z Armią Radziecką. Nie został za to bezpośrednio ukarany (władze obawiały się nagłośnienia „kryzysu przysięgowego”), ale wywierano na niego naciski, aby dobrowolnie odszedł z wojska. Kilka miesięcy po wprowadzeniu stanu wojennego na swoją prośbę został przeniesiony do rezerwy. Od 1982 był zastępcą dyrektora ds. technicznych w Zarządzie Ruchu Lotniczego i Lotnisk Komunikacyjnych na Okęciu.
Od 1982 do 1985 był autorem stałej rubryki w podziemnym piśmie KOS zatytułowanej „Oczyma żołnierzy”, gdzie pisał pod pseudonimem Wallenrod lub W. W latach 1982–1984 był także redaktorem niezależnego pisma Reduta adresowanego do żołnierzy. Publikował w nim pod pseudonimem Konrad lub K.
13 kwietnia 1985 został aresztowany. Śledztwo przeciwko niemu prowadziła Wojskowa Służba Wewnętrzna. Osadzono go w areszcie śledczym na Mokotowie i odizolowano od świata zewnętrznego (dopiero po roku dostał zgodę na widzenie z żoną). Równocześnie został zdegradowany. W więziennej celi poznał m.in. Adama Hodysza i Leszka Moczulskiego. 12 września 1986 na mocy amnestii postępowanie karne przeciwko niemu umorzono i wypuszczono go na wolność.
Mimo że po wyjściu na wolność nie mógł znaleźć pracy i nie miał środków do życia (w wyniku degradacji utracił emeryturę wojskową) kontynuował działalność opozycyjną. Jeszcze w 1986 r. wstąpił do Konfederacji Polski Niepodległej i wszedł w skład Rady Politycznej. W latach 1988–1992 był redaktorem niezależnego pisma Honor i Ojczyzna. W 1988 został szefem Sztabu Komendy Głównej Związku Strzeleckiego „Strzelec”, reaktywowanego przez KPN.
Od 1987 pracował w Ośrodku Badawczo-Rozwojowym Techniki Geologicznej w Warszawie. W 1989 wrócił do służby czynnej w wojsku. W latach 1992–2002 był doradcą Ministra Obrony Narodowej.
W 1999 został odznaczony Krzyżem Oficerskim Orderu Odrodzenia Polski.